# Dr. James M. Jackson Office
Dr. James M. Jackson Office  es un edificio histórico ubicado en Miami, Florida, en los Estados Unidos.  Dr. James M. Jackson Office se encuentra inscrito  en el Registro Nacional de Lugares Históricos desde el 24 de febrero de 1975.  

## Ubicación
Dr. James M. Jackson Office se encuentra dentro del condado de Miami-Dade en las coordenadas 25°45′39″N 80°11′25″O / 25.760833, -80.190278.